# Nikanor
Nikanor  de son vrai nom Hervé Jean François Ahehehinnou, né  le 16 juin 1991 à Pahou au Bénin, est artiste chanteur, auteur et compositeur béninois.

## Biographie

### Enfance et débuts
Nikanor naît le 16 juin 1996 à Pahou à Ouidah, la cité historique du Bénin. Il fait ses premiers pas dans la musique au sein de la chorale et des groupes musicaux de son église. Il dit lors d'une interview avoir choisir comme nom de scène « Nikanor » parce que cela signifie « Victorieux » en grec et en hébreu,,.

### Carrière
Surnommé « Le fils du pays » par ses fans, Nikanor rencontre en 2011, à l'âge de 20 ans, son manager Berchet Steeve Chabi. Ce dernier le propulse sur la scène musicale béninoise et internationale. Le 16 avril 2022, Nikanor lance son premier album intitulé Le fils du pays. En 2021, il est nommé Meilleur artiste afropop/homme et remporte le prix de Meilleure Collaboration pour les titres Mahugnon et Toi et moi avec Sessimè. Il est également reconnu comme Meilleur Parolier 2022 dans le Top 10 béninois. Nikanor s'affirme par sa musique comme l'un des artistes béninois les plus prometteurs de la musique urbaine. Dans ses chansons, il marie la culture traditionnelle béninoise avec des influences musicales variées. Il collabore entre autres avec l'icône béninoise Sagbohan Danialou,,,,,.
Avant cela, il se fait connaître du grand public par des titres tels que Yinkô Tché, Jeune fort.

## Discographie
Nikanor a à son actif un EP (Vibes and dreams) de six titres dont :
- Féïchitan
- c'est quel amour
- vis ta vie
- jeune fort
- Yinkô tché (versions yoruba et francaise),

et un album (Le fils du pays) de 17 titres avec plusieurs collaborations :
- Le fils du pays (intro)
- Ayiha (feat. Sagbohan Danialou)
- Mahugnon
- Si minxo
- Ôga
- Sikô sikô
- Le mariage (avô édjèwé)
- Yinkô tché

- Ça ne change pas
- Nan wli bo nouwe (feat. Jupiter Davibe)
- Belle oh ! ! ! (feat. K-roll)
- Chérifa
- L'amour ne suffit pas (feat. Almok)
- Nko dassou
- C'est l'amour (feat. Sessimé)
- C'est pour moi-même
- Faisons l'amour